# Wróblew (gmina)
Pour les articles homonymes, voir Wróblew.
Wróblew est une gmina rurale du powiat de Sieradz, Łódź, dans le centre de la Pologne. Son siège est le village de Wróblew, qui se situe environ 10 km à l'ouest de Sieradz et 62 km à l'ouest de la capitale régionale Łódź.
La gmina couvre une superficie de 113,23 km2 pour une population de 6 244 habitants.

## Géographie
La gmina inclut les villages de Bliźniew, Charłupia Wielka, Dąbrówka, Drzązna, Dziebędów, Gęsówka, Inczew, Józefów, Kobierzycko, Kościerzyn, Ocin, Oraczew Mały, Oraczew Wielki, Próchna, Rakowice, Rowy, Sadokrzyce, Sędzice, Słomków Mokry, Słomków Suchy, Smardzew, Tubądzin, Tworkowizna Rowska, Wągłczew et Wróblew.
La gmina borde la ville de Sieradz et les gminy de Błaszki, Brąszewice, Brzeźnio, Sieradz et Warta.